# Autódromo Internacional de Cascavel
O Autódromo Internacional de Cascavel - Zilmar Beux é um complexo automobilístico brasileiro, situado no município paranaense de Cascavel.
Localizado numa área de 39,6 alqueires, metade da qual constituída por uma reserva natural, protegida por leis ambientais. Sede da tradicional prova Cascavel de Ouro, tem uma pista de alta velocidade, de asfalto e concreto, com percurso de 3.058 metros.

## Estrutura
- Pista de asfalto e concreto com 3.058 x 12 metros, 7 curvas com áreas de escape e zebras padrão FIA;
- 36 boxes completos, fechados e padrão FIA;
- Parque fechado para equipes;
- Helipontos;
- Área de lazer e acampamento, restaurante e lanchonetes;
- Estacionamento.[2]

## Histórico

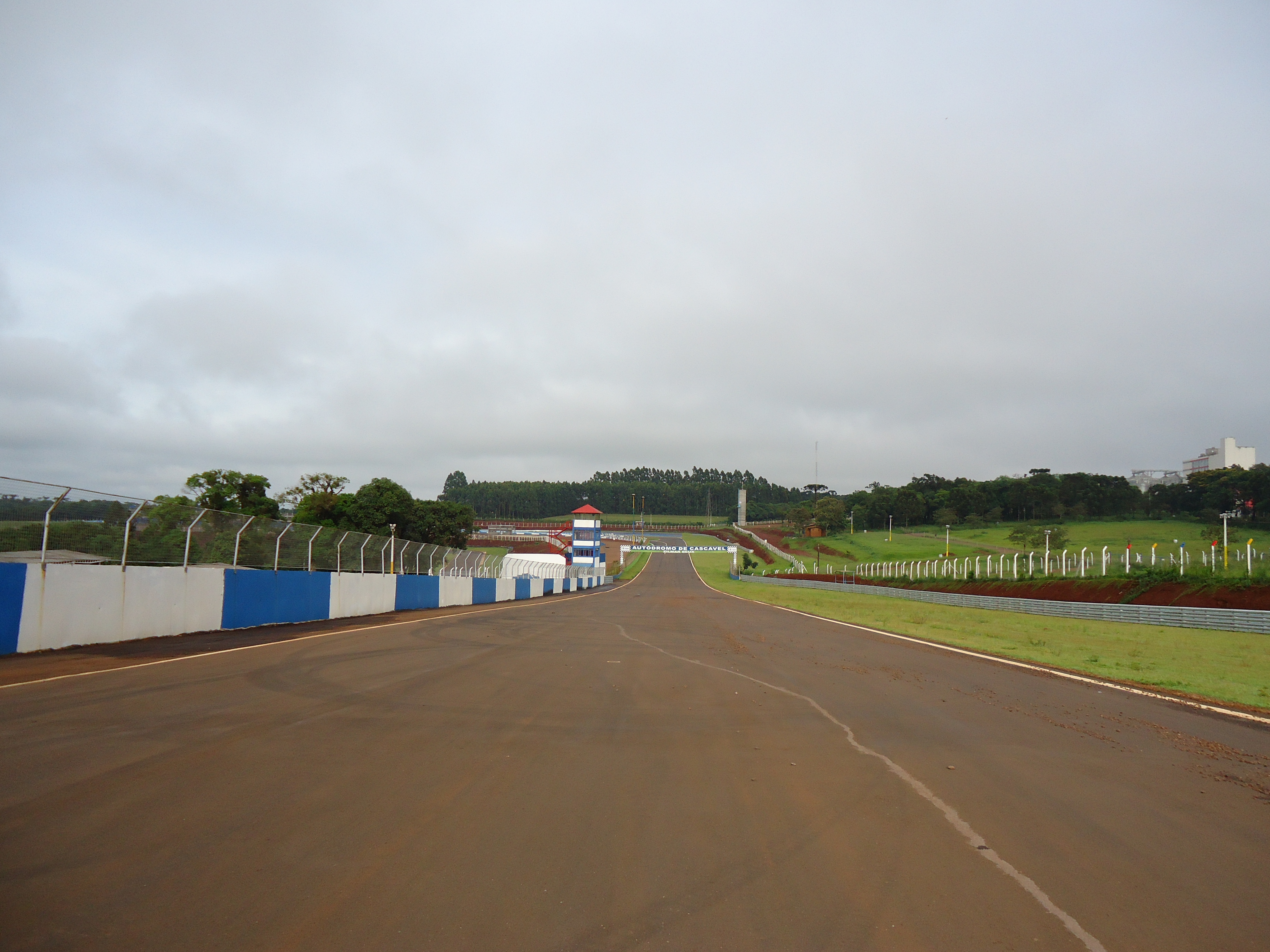
Antiga reta dos boxes

A primeira prova automobilística oficial de Cascavel foi realizada nas ruas da cidade em novembro de 1964, com caráter amador, por um grupo de amigos e entusiastas. O vencedor foi o piloto paranaense Olidir P. Santos, que percorreu os sete mil metros do circuito de rua a uma velocidade média de 108 quilômetros por hora. Nesta primeira prova também concorreu um motorista com seu táxi, que alcançou o sexto lugar.  Isso levou os pioneiros a constituir uma sociedade anônima e, com o capital levantado, adquirir uma grande área de terras e construir o autódromo com pista de terra, em 7 de setembro de 1970. Em 22 de abril de 1973, depois de muitos esforços, notadamente do sócio Zilmar Beux, então presidente da entidade, foi inaugurada a pista asfaltada, tornando-se o terceiro do Brasil e o primeiro do interior pavimentado.
A tradição automobilística do Oeste do Paraná nasceu do fato de um grupo de pessoas ter erguido um autódromo numa então pequena cidade, quando apenas três funcionavam no Brasil: Interlagos, Tarumã e Cascavel.
Abrigou as principais competições nacionais, como a Stock Car, como também é o berço da  Fórmula Truck. Foi batizado como Autódromo Zilmar Beux de Cascavel, em homenagem ao seu principal idealizador e construtor.
Com o passar dos anos pouco foi investido no complexo, o que acabou por retirar o autódromo dos calendário oficial das grandes competições. Porém, continuou sediando muitos eventos de automobilismo e motociclismo, sendo sempre um grande formador de pilotos que atuaram e atuam em várias categorias automobilísticas do Brasil e exterior.

### O Circuito
Considerado o mais veloz do Brasil, as médias de velocidade são superiores a 173 km/h.
O Autódromo Zilmar Beux é um dos poucos a contar com dois tipos de pavimento – concreto e asfalto. Nos Estados Unidos é comum encontrar circuitos com essa combinação. Trata-se também de uma variação de piso que requer um acerto mais apurado do carro.
O trajeto têm 3.058 metros, com o concreto presente na reta de chegada, destinado também às provas de arrancada. A largura é de 12 metros e o desenho, que conta com sete curvas, é percorrido no sentido anti-horário.
Com as recentes reformas passou a exigir um desempenho ainda maior dos carros. O traçado era de terra até 1973, quando recebeu  asfalto e credenciou-se para receber outras provas de automobilismo.

#### Curva do Bacião
Conhecida como "A Eau Rouge brasileira", a Curva do Bacião, primeira do circuito, tem um raio longo, inclinada em 180º e que surge depois de uma reta em descida, fazendo com que a aproximação ocorra em altíssima velocidade.
Contornada a quase 200km/h, é famosa por possuir o maior raio entre os autódromos do Brasil, com quase 300 metros de extensão.
Em 2012 foi creditada a ela a responsabilidade pelo número excessivo de pneus estourados durante a etapa da Stock Car. Segundo os técnicos, o ombro do pneu quebrava, havia perda de pressão e o consequente estouro.

## Principais eventos
| Evento                                  |
| --------------------------------------- |
| Metropolitano de Marcas                 |
| Moto 1000 GP                            |
| Campeonato Paranaense de Arrancada      |
| Stock Car Brasil                        |
| Campeonato Brasileiro de Turismo        |
| Mercedes Benz Challenge                 |
| Turismo 555                             |
| Campeonato Paranaense de Motovelocidade |
| Fórmula Truck                           |
| Copa Truck                              |
| Cascavel de Ouro                        |
| NASCAR Brasil Sprint Race               |

## Municipalização e readequação
Após 41 anos, a empresa Autódromo de Cascavel S.A. doou a área da pista do autódromo para a Prefeitura de Cascavel, que em pouco tempo remodelou e modernizou toda sua estrutura, com alargamento do traçado, troca de toda a pavimentação, das quais 220 metros em concreto, ideal para competições de arrancada, áreas de escape com zebras padrão FIA, 36 boxes com estrutura completa no padrão FIA, heliponto, arquibancadas fixas, túnel de acesso maior, melhorias nas dependências de camping e lazer, restaurante e lanchonetes, transformando-o, na opinião de especialistas, no segundo melhor do Brasil, devolvendo-lhe as principais competições nacionais.
A reinauguração ocorreu no dia 5 de agosto de 2012, com uma etapa da Fórmula Truck, que reuniu público superior a cinquenta mil pessoas.
Em 2022, o asfalto foi refeito com material específico para competições, o mesmo utilizado em circuitos internacionais que recebem competições de Fórmula 1.

## Câmera ao vivo
CATVE - Câmera ao vivo, com ângulo a partir da BR-277.